# 阿富汗民主青年组织
阿富汗民主青年组织（波斯語：سازمان دموکراتیک جوانان افغانستان），又名阿富汗人民青年组织，是阿富汗民主共和国的主要共产主义青年组织，为阿富汗人民民主党下属。年满17岁的阿富汗民主青年组织成员可申请加入阿富汗人民民主党。
1978年6月时，已有4,000名成员，1980年代中期时则达到25,000名。该组织是世界民主青年联盟的成员。